# Dvärgväxt på öar

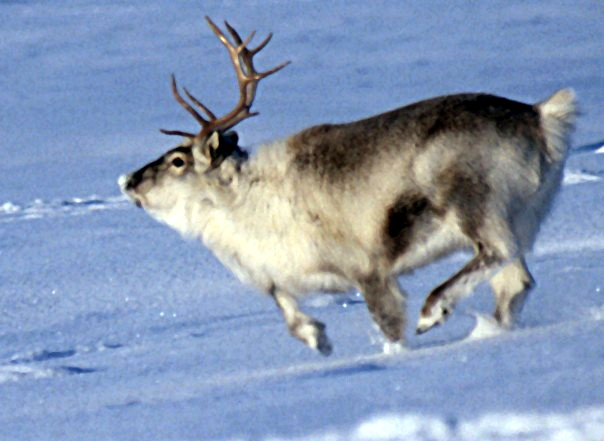
Dvärgväxt hona av ren på Svalbard

Dvärgväxt på öar är ett biologiskt fenomen som betyder att djurarter på öar blir mindre i storlek när de genomgår evolution inom ett geografiskt begränsat habitat.
Det viktigaste vetenskapliga arbetet om detta fenomen skrevs av biologen J. Bristol Forster, men han utforskade bara däggdjur. Han förklarar dvärgväxten som en reaktion på överbefolkning. På ett begränsat utrymme gynnas små individer eftersom de kräver minst resurser, såsom näring. Denna effekt kan emellertid vara olika för olika djurarter och är inte helt belagd.

## Exempel på dvärgväxt på öar
- små arter av flodhästar på Madagaskar och på olika öar i Medelhavet (alla utdöda).
- fossila elefanter på Kreta, Malta, Sardinien och Cypern.
- Homo floresiensis på ön Flores.
- utdöda dvärgmammutar på de kaliforniska Channel Islands och på Wrangelön.
- Urocyon littoralis, en rävart på de kaliforniska Channel Islands.
- en underart av asiatisk elefant som lever på Borneo och Indonesien.
- ren på Svalbard når bara en mankhöjd av 65 centimeter medan individer på fastlandet har en genomsnittlig mankhöjd på 110 centimeter.
- den fossila dinosaurien Europasaurus antas vara dvärgväxt.

En tendens att utveckla dvärgväxt på öar finns även hos tvättbjörnar, kaniner, svindjur och kronhjort. Hos ursprungligen småväxta gnagare förekommer däremot ofta det motsatta fenomenet när de blir isolerade på öar. De utbildar särskilt stora former. Strävan att bilda jätteformer på öar finns även hos leguaner, geckoödlor, skinkar, ödlor av släktet Gallotia som lever på Kanarieöarna samt hos varaner, med Komodovaran som exempel.